# Jennifer Lamy
Jennifer Lamy (Jennifer Frances „Jenny“ Lamy;) (* 28. Februar 1949 in Wagga Wagga, New South Wales, Australien) ist eine ehemalige australische Sprinterin.
1966 wurde sie bei den British Empire and Commonwealth Games in Kingston über 100 Yards Vierte und gewann über 220 Yards die Silbermedaille hinter ihrer Landsmännin Dianne Burge und vor der Kanadierin Irene Piotrowski. In der 4-mal-110-Yards-Staffel siegte sie mit dem australischen Team.
Bei den Olympischen Spielen 1968 in Mexiko-Stadt gewann sie über 200 Meter Bronzemedaille hinter der Polin Irena Szewińska und ihrer Landsmännin Raelene Boyle. In der 4-mal-100-Meter-Staffel kam sie mit der australischen Mannschaft auf den fünften Platz.
1970 wurde sie bei den British Commonwealth Games in Edinburgh Sechste über 200 Meter und siegte mit der australischen 4-mal-100-Meter-Stafette. Bei den British Commonwealth Games 1974 in Christchurch wurde sie über 100 Meter Achte und verteidigte erneut mit der australischen 4-mal-100-Meter-Stafette den Titel.
1967 und 1969 wurde sie Australische Meisterin über 200 Meter, 1969 zudem über 100 Meter.

## Bestzeiten
- 100 yds: 10,4 s, 18. März 1966, Sydney
- 100 m: 11,2 s, 21. Januar 1967, Sydney
- 200 m: 22,88 s, 18. Oktober 1968, Mexiko-Stadt (handgestoppt: 22,8 s, 3. Januar 1974, Sydney)